# 谈理平
谈理平（1955年—），汉族，中华人民共和国政治人物、第十一届全国政协委员。
担任中国贸易促进会上海分会副会长、国际济丰控股公司总裁。2008年，当选第十一届全国政协委员，代表经济界，分入第三十四组。